# Borham
Borham is een historisch Brits motorfietsmerk.
De bedrijfsnaam was: Borham Engineering Co., London.
Borham was een van de vele Britse bedrijfjes die in de eerste helft van de jaren nul van de 20e eeuw motorfietsen gingen maken door stevige fietsframes te maken waarin Belgische Minerva-inbouwmotoren werden gemonteerd. Deze 2- en 2½pk-snuffelklepmotoren werden voor dit doel zelfs in Londen geassembleerd, want het Verenigd Koninkrijk had nog geen motorfabrikanten van betekenis. Borham begon de productie in 1902, maar moest in 1905 de poorten sluiten. Dat was ook een omslagmoment, want rond dat jaar kwam de Britse binnenlandse industrie op gang en had men geen behoefte meer aan buitenlandse motoren.